# Шанън Кърк
Шанън Кърк (на английски: Shannon Kirk) е американска адвокатка, преподавател по право и писателка на произведения в жанра трилър и паранормален роман.

## Биография и творчество
Шанън Капоне Кърк е родена през 1973 г. в Истън, Пенсилвания, САЩ. Има трима братя. Баща ѝ работи в строителството на големи обекти и тя отраства в Тексас, Индиана, Масачузетс, Западна Вирджиния, Ню Йорк и накрая в Реймънд, Ню Хемпшир. Родителите ѝ насърчават децата си да обичат изкуството. Завършва гимназия „Тринити“, после следва в колежа „Уеслиън“ в Западна Вирджиния, колежа „Свети Йоан“ в Куинс и през 1998 г. завършва право в Юридическия университет „Съфолк“ в Бостън. След дипломирането си в продължение на 10 години работи като адвокат в Чикаго. После се премества в като практикуващ адвокат към „Ropes&Gray“ в Масачузетс и преподавател по право в университета „Съфолк“. Специализира в търговското и електронно право. Публикува статии в специализираните издания „Law Technology News“, „Corporate Legal Times“, „National Law Journal“.
Заедно с работата си започва да пише романи. Три пъти е финалист в литературния конкурс „Уилям Фокнър“.
Първият ѝ трилър „Метод 15/33“ е публикуван през 2015 г. Главната героиня, 16-годишната Лиса, е бременна и е отвлечена, за да може похитителят и сериен убиец да спечели от детето ѝ. Тя обаче не се предава и съставя собствен хладнокръвен план за избавление, който може да превърне похитителя в преследван. В разследването са включени и детективите Роджъл Луи и партньорката му Лола. Романът е удостоен със златната награда на Асоциацията на независимите издатели в САЩ и е финалист в категорията за дебют на Американските награди за най-добра книга на годината.
Втората ѝ книга „Извънредното пътуване на Вивиън Маршал“ е паранормално пътуване към собственото минало на героинята.
Шанън Кърк живее със семейството си в Манчестър, Масачузетс.

## Произведения

### Самостоятелни романи
- Method 15/33 (2015)
Метод 15/33, изд.: ИК „Колибри“, София (2017), прев. Надя Баева
- The Extraordinary Journey of Vivienne Marshall (2016)
- In the Vines (2018)

### Документалистика
- Guide to E-Discovery (2015)